# French Open 2015 (turniej legend powyżej 45 lat)
French Open 2015 – turniej legend powyżej 45 lat – zawody deblowe legend powyżej 45 lat, rozgrywane w ramach drugiego w sezonie wielkoszlemowego turnieju tenisowego, French Open. Zmagania miały miejsce w dniach 2–7 czerwca na ceglanych kortach Stade Roland Garros w 16. dzielnicy francuskiego Paryża.

## Drabinka

#### Klucz
- w/o – walkower
- k – krecz
- d – dyskwalifikacja
- Q – kwalifikant
- WC – dzika karta
- LL – szczęśliwy przegrany
- Alt – zawodnik zastępczy
- PR – ochrona rankingu
- SE – specjalna przepustka
- ITF – ranking ITF
- JE – ranking juniorski

### Faza finałowa
|  |       |                               |   |    |    |
|  | Finał |                               |   |    |    |
|  |       |                               |   |    |    |
|  |       |                               |   |    |    |
|  |       |                               |   |    |    |
|  |       | Cédric Pioline Mark Woodforde | 6 | 65 | 3  |
|  |       | Cédric Pioline Mark Woodforde | 6 | 65 | 3  |
|  |       | Guy Forget Henri Leconte      | 4 | 7  | 10 |
|  |       | Guy Forget Henri Leconte      | 4 | 7  | 10 |
|  |       |                               |   |    |    |

### Faza początkowa

#### Grupa C
|    |                               | John McEnroe Patrick McEnroe | Cédric Pioline Mark Woodforde | Pat Cash Andrés Gómez | Mecze W–L | Sety W–L | Gemy W–L | Miejsce |
| C1 | John McEnroe Patrick McEnroe  |                              | 4:6, 1:6 (5 czerwca)          | 6:3, 6:4 (3 czerwca)  | 1–1       | 2–2      | 17–19    | 2.      |
| C2 | Cédric Pioline Mark Woodforde | 6:4, 6:1 (5 czerwca)         |                               | 6:4, 6:4 (2 czerwca)  | 2–0       | 4–0      | 24–13    | 1.      |
| C3 | Pat Cash Andrés Gómez         | 3:6, 4:6 (3 czerwca)         | 4:6, 4:6 (2 czerwca)          |                       | 0–2       | 0–4      | 15–24    | 3.      |

#### Grupa D
|    |                               | Guy Forget Henri Leconte | Mikael Pernfors Mats Wilander | Mansur Bahrami Paul Haarhuis | Mecze W–L | Sety W–L | Gemy W–L | Miejsce |
| D1 | Guy Forget Henri Leconte      |                          | 6:2, 7:6(7) (4 czerwca)       | 7:6(1), 6:4 (6 czerwca)      | 2–0       | 4–0      | 26–18    | 1.      |
| D2 | Mikael Pernfors Mats Wilander | 2:6, 6:7(7) (4 czerwca)  |                               | 1:6, 4:6 (2 czerwca)         | 0–2       | 0–4      | 13–25    | 3.      |
| D3 | Mansur Bahrami Paul Haarhuis  | 6:7(1), 4:6 (6 czerwca)  | 6:1, 6:4 (2 czerwca)          |                              | 1–1       | 2–2      | 22–18    | 2.      |